# 婚礼の合唱
『婚礼の合唱』（こんれいのがっしょう、ドイツ語: Treulich geführt）は、リヒャルト・ワーグナーが作曲した合唱曲。オペラ『ローエングリン』第3幕第1場において歌われる。
フェリックス・メンデルスゾーンの『結婚行進曲』と並んで結婚行進曲として知られ、現在も結婚式においてオルガンなどで演奏されることが多い。
音楽学者の三宅幸夫は「むしろドラマの悲劇的結末を予感させる性質をもった音楽である」と指摘している。